# René Bliard
René Bliard, all'anagrafe Bliard Guy Roger (Dizy, 18 novembre 1932 – Montreuil, 27 settembre 2009), è stato un calciatore francese, di ruolo attaccante.

## Carriera
Giocò per la maggior parte della carriera nello Stade Reims, con cui vinse tre titoli nazionali nel 1953, nel 1955 e nel 1958, una Coppa di Francia nel 1958 e una Coppa Latina nel 1953,  oltre a raggiungere la finale di Coppa dei Campioni nel 1956 e nel 1959, perdendo entrambe le volte contro il Real Madrid. Fu capocannoniere del campionato francese nel 1955.

## Palmarès

### Club

#### Competizioni nazionali
- Campionato francese: 3

Reims: 1952-1953, 1954-1955, 1957-1958
- Coppa di Francia: 1

Reims: 1957-1958
- Supercoppa francese: 2

Reims: 1955, 1958
- Coppa Charles Drago: 1

Reims: 1954

#### Competizioni internazionali
- Coppa Latina: 1

Reims: 1953

### Individuale
- Capocannoniere della Ligue 1: 1

1954-1955 (30 gol)